# أفكار فلسفية (كتاب)
أفكار فلسفية أو الأفكار الفلسفية (بالفرنسية: Pensées philosophiques)‏ هو كتاب كتبه الكاتب الفرنسي دنيس ديدرو في عام 1746.

## المحتوى
في الكتاب، يدعو ديدرو إلى توافق وانسجام بين العقل والإحساس من أجل الوصول إلى تحقيق التناسق.